# Bell Laboratories
I Bell Laboratories (noti anche come Bell Labs, Bell,  Laboratori Bell, in precedenza denominati AT&T Bell Laboratories e Bell Telephone Laboratories) sono un centro di ricerca e sviluppo, attualmente di proprietà di Nokia. Prendono il nome dalla società americana di telecomunicazioni AT&T e da Alexander Graham Bell che li ha fondati.
Nel corso della loro storia, le ricerche condotte nei Bell Laboratories portarono a scoperte e invenzioni rivoluzionarie come la radioastronomia, il transistor, il laser, la teoria dell'informazione, il sistema operativo UNIX, i linguaggi di programmazione C e C++. I lavori svolti nei laboratori hanno portato a sette premi Nobel.
La loro sede principale è a Murray Hill, nello stato del New Jersey degli Stati Uniti d'America. Tra i principali altri laboratori del gruppo si segnalano nel New Jersey Crawford Hill, Deal, Freehold, Holmdel, Lincroft, Long Branch, Middletown, Princeton, Piscataway, Red Bank e Whippany. Di questi solo Crawford Hill, Piscataway, Red Bank e Whippany rimangono operativi. Il più grande impianto si trovava nell'Illinois, a Naperville, e arrivò ad avere anche 11000 dipendenti prima delle ristrutturazioni del 2001.
Altri impianti si trovano a Columbus in Ohio, Allentown e Breinigsville in Pennsylvania e Westminster in Colorado. Dal 2001 molti di questi hanno ridotto le loro attività o sono stati chiusi.
Lo storico centro di ricerca Alcatel di Vimercate, specializzato in trasmissioni su fibra ottica, è diventato una sede Bell Labs a seguito della fusione Alcatel-Lucent.

## Cronologia dei premi Nobel dovuti a ricerche dei Bell Labs
- 1937 Clinton J. Davisson condivide il premio Nobel per la fisica per la dimostrazione nella natura ondulatoria dell'elettrone.
- 1956 John Bardeen, Walter Brattain e William Shockley ricevono il premio Nobel per la fisica per l'invenzione del transistor.
- 1977 Philip W. Anderson condivide il premio Nobel per la fisica per le ricerche sulla struttura interna del vetro e dei materiali magnetici.
- 1978 Arno A. Penzias e Robert W. Wilson condividono il premio Nobel per la fisica. Penzias e Wilson sono citati per la scoperta della radiazione cosmica di fondo.
- 1997 Steven Chu condivide il premio Nobel per la Fisica per aver sviluppato una tecnica che raffredda e intrappola gli atomi tramite un raggio laser.
- 1998 Horst Störmer, Robert Laughlin e Daniel Tsui vincono il premio Nobel per la fisica per aver scoperto e spiegato l'Effetto Hall quantistico frazionario.
- 2009 Willard Boyle e George E. Smith vincono il premio Nobel per la fisica per l'invenzione di un circuito semiconduttore per la raccolta di immagini - il sensore CCD.

## Storia

### 1920
Nel 1925 la Western Electric Research Laboratories, un dipartimento di ricerca della AT&T, fu reso autonomo, costituendo la società Bell Telephone Laboratories, Inc. Il primo presidente del laboratorio fu Frank B. Jewett, che rimase in carica fino al 1940. La proprietà della società era condivisa tra la AT&T e la Western Electric. In quel periodo i laboratori sviluppavano principalmente apparati per la Western Electric; i prodotti venivano poi industrializzati dalle compagnie operative del gruppo Bell.
Durante il primo anno di operatività fu effettuata la prima dimostrazione di trasmissione di un facsimile (il fax).
Nel 1926 il laboratorio inventò il film sonoro.
Nel 1927 fu compiuta una trasmissione a lunga distanza di un segnale televisivo. L'immagine di Herbert Hoover fu trasmessa da Washington a New York.
Nel 1928 per la prima volta si misurò la resistenza termica, per opera di John B. Johnson e Harry Nyquist, il quale sviluppò anche la teoria correlata. Durante gli anni venti Gilbert Vernam e Joseph Mauborgne inventarono il sistema di cifratura di Vernam. Claude Shannon in seguito dimostrò che non poteva essere violato.
Oltre a ricerche di base, il laboratorio svolse anche alcuni lavori di consulenza per il governo statunitense, tra i quali il progetto Nike.
La sede principale era a New York.

### 1930

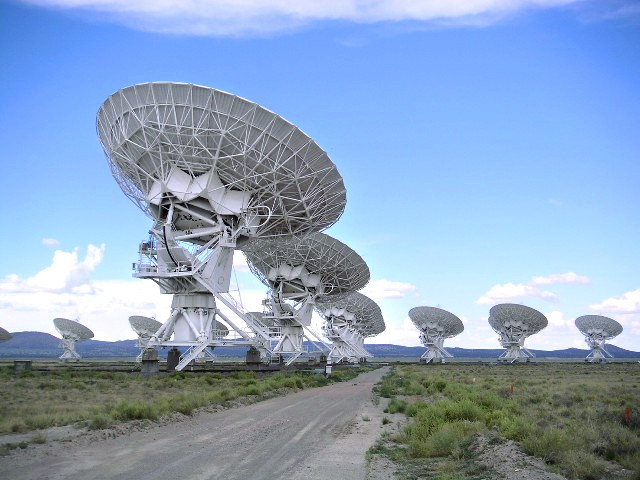
Radiotelescopio moderno

Nel 1931 Karl Jansky fondò la radio astronomia, compiendo ricerche sulle comunicazioni a lunga distanza tramite onde corte. Jansky scoprì che alcuni segnali venivano emessi dal centro della galassia.
Nel 1933 un suono stereo venne trasmesso per la prima volta, da Philadelphia a Washington.
Nel 1937 Homer Dudley presentò il vocoder, il primo sintetizzatore vocale.
Clinton Davisson condivise il Premio Nobel per la Fisica con George Paget Thomson per la dimostrazione del dualismo onda-particella dell'elettrone, una scoperta fondamentale per l'elettronica a stato solido.

### 1940

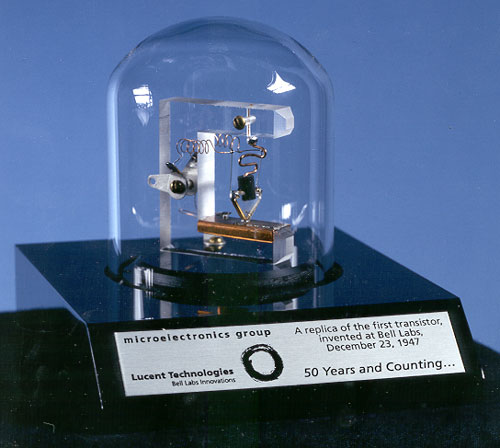
Replica del primo transistor

All'inizio degli anni quaranta Russell Ohl sviluppò la cella fotovoltaica.
Nel 1943 fu sviluppato il SIGSALY, il primo sistema di comunicazione radio cifrato che venne utilizzato dagli alleati durante la seconda guerra mondiale.
Nel 1947 fu inventato il transistor, probabilmente l'invenzione più importante del laboratorio. I "padri" del transistor furono John Bardeen, William Bradford Shockley e Walter Houser Brattain, che vinsero per questo il premio Nobel per la Fisica nel 1956.
Nel 1948 Claude Shannon pubblicò sul Bell System Technical Journal l'articolo Una teoria matematica della comunicazione, uno dei fondamenti della teoria dell'informazione. L'articolo riprendeva ricerche svolte da Harry Nyquist e Ralph Hartley presso il laboratorio.
Shannon sviluppò anche dei calcolatori e con il suo articolo La teoria della comunicazione nei sistemi crittografici, pubblicato sempre nel Bell System Technical Journal, fondò la moderna crittografia.
Gli anni quaranta videro anche un intenso lavoro sui computer: 
- Model I - Complex Number Calculator, completato nel gennaio 1940, sviluppato per effettuare conti con i numeri complessi
- Model II - Relay Calculator e Relay Interpolator, settembre 1943, sviluppati per il puntamento dei sistemi di difesa aerei
- Model III - Ballistic Computer, giugno 1944, per il calcolo delle traiettorie balistiche
- Model IV - Bell Laboratories Relay Calculator, marzo 1945, un secondo sistema per le traiettorie balistiche
- Model V - I due Bell Laboratories General Purpose Relay Calculator, uno del luglio del 1946 e il secondo del febbraio del 1947. Sono due computer elettromeccanici sviluppati per compiti generici.
- Model VI - novembre 1950, un miglioramento del Model V.

### 1950

Mappa di Karnaugh

Negli anni cinquanta il laboratorio si concentrò principalmente sullo sviluppo di sistemi per la Bell System e quindi le ricerche furono orientate su sistemi telefonici, trasmissioni radio via microonde, reti telefoniche con instradamento automatico della chiamata, ripetitori e switch telefonici.
Nel 1956 Maurice Karnaugh sviluppò le mappe di Karnaugh, un metodo per la semplificazione di espressioni booleane algebriche.
Dal punto di vista commerciale, ebbe un notevole successo il TAT-1, il primo cavo transatlantico telefonico che collegò il Canada alla Scozia. Il cavo era una collaborazione tra AT&T, i Bell Labs, la compagnia telefonica canadese e quella inglese.
Nel 1957 il MUSIC fu il primo programma per computer a suonare musica elettronica; autore del programma fu Max Mathews.
Robert C. Prim e Joseph Kruskal svilupparono un nuovo algoritmo greedy, che rivoluzionò lo sviluppo delle reti telematiche.
Nel 1958 un articolo di Arthur Schawlow e Charles Townes descrisse per la prima volta il laser.

### 1960

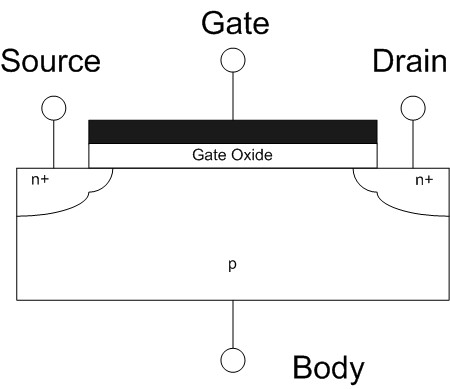
Sezione di un MOSFET

Nel 1960 Dawon Kahng e Martin Atalla inventarono il metal oxide semiconductor field-effect transistor (MOSFET).
Nel 1962 Gerhard M. Sessler e James Edward Maceo West inventarono e costruirono il microfono a elettrete.
Nel 1964 fu il turno del laser ad anidride carbonica, da parte di Kumar Patel.
Nel 1965 Penzias e Wilson scoprirono la radiazione cosmica di fondo, per cui vinsero il premio Nobel per la Fisica nel 1978.
Nel 1966 J.R. Arthur e A.Y. Cho misero a punto l'epitassia da fasci molecolari, una tecnica fondamentale per lo sviluppo dei sistemi laser, dei microchip dell'epoca e in generale per costruire strutture a singolo strato atomico.
Nel 1969 fu sviluppato il sistema operativo UNIX, da parte di Dennis Ritchie e Ken Thompson.
Sempre nel 1969 Willard Boyle e George E. Smith inventarono il Charge Coupled Device (CCD).

### 1970

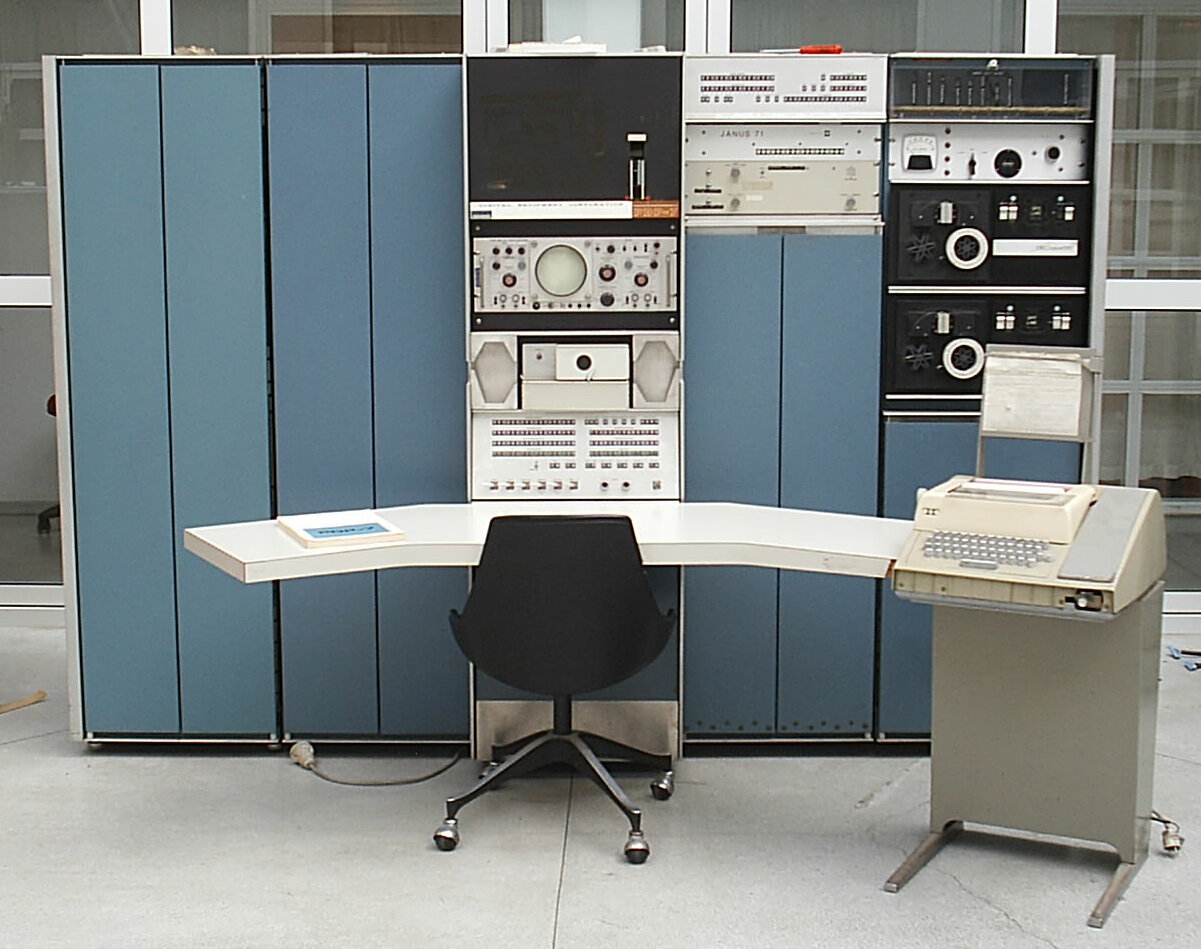
Un sistema PDP-7; il PDP-7 venne utilizzato come base per lo sviluppo del sistema operativo UNIX

Gli anni settanta e ottanta furono caratterizzati da molte scoperte in campo informatico, e si può dire che i Bell Labs furono tra gli artefici della rivoluzione informatica.
Nel 1971 Erna Schneider Hoover progettò un nuovo sistema di gestione computerizzata delle chiamate e ricevette uno dei primi brevetti in questo campo.
Nel 1972 Dennis Ritchie sviluppò il linguaggio C, che sostitutiva l'interpretato linguaggio B. Il C fu utilizzato per riscrivere il sistema operativo UNIX, precedentemente scritto in assembly.
Nel 1976 furono condotti i primi test su una trasmissione in fibra ottica.
Nel 1980 il primo microprocessore a 32 bit a singolo chip, il BELLMAC-32A, fu presentato al pubblico. Il processore entrò in produzione nel 1982.

### 1980
Nel 1980 furono brevettate le tecnologie per la telefonia cellulare TDMA e CDMA. Nel 1982 fu scoperto l'effetto Hall quantistico frazionario da parte di Horst Störmer e dei ricercatori dei Bell Labs Robert B. Laughlin e Daniel Tsui; per questa scoperta i tre ricevettero il Premio Nobel per la Fisica nel 1998.
Nel 1983 Bjarne Stroustrup sviluppò il linguaggio C++, un'estensione a oggetti dell'originario linguaggio C nato nei Bell Labs.
Nel 1984 il matematico Narendra Karmarkar mise a punto l'algoritmo di Karmarkar.
Sempre nel 1984, le leggi antitrust statunitensi costringono l'AT&T alla suddivisione in società più piccole. Bellcore deve separarsi dai Bell Labs e questi devono fornire ricerca e sviluppo anche agli operatori di telefonia locali. Ad AT&T viene imposto di rinunciare al marchio Bell, tranne che in associazione con i Bell Labs. I Bell Telephone Laboratories, Inc. vengono rinominati AT&T Bell Laboratories, Inc., e diventano proprietà esclusiva della nuova AT&T Technologies, fusasi con la Western Electric.
Durante quegli anni fu progettato il 5ESS Switch.
Nel 1985 Steven Chu usò il raffreddamento laser per manipolare gli atomi.
Nello stesso anno i laboratori ricevono la National Medal of Technology and Innovation "per il loro contributo decennale nello sviluppo dei moderni sistemi di telecomunicazione".
Durante gli anni ottanta fu sviluppato il sistema operativo Plan 9, come sostituto del precedente UNIX.
Nel 1988 il TAT-8 è il primo cavo in fibra ottica transatlantico.

### 1990
Nel 1990 viene sviluppata WaveLAN, la prima wireless local area network.
Nel 1991 Nuri Dağdeviren brevetta la tecnologia dei modem a 56K.
Nel 1994 viene inventato il laser a cascata quantica da parte di Federico Capasso, Alfred Cho, e collaboratori; in seguito Claire Gmachl apporta notevoli migliorie all'invenzione.
Nel 1994 Peter Shor sviluppa un algoritmo quantistico di fattorizzazione in grado di fattorizzare un numero in tempo polinomiale.
Nel 1996 Lloyd Harriott inventa SCALPEL, una tecnica di litografia elettronica usata per modellare singoli atomi nei microchip.
Viene presentato Inferno, un sistema operativo successore del Plan 9, sviluppato da Dennis Ritchie e altri. Questo sistema operativo utilizza il linguaggio di programmazione concorrente Limbo.
Nel 1996 AT&T crea una società separata, Lucent Technologies, a cui conferisce i Bell Labs e la maggior parte delle attività di produzione di apparati. AT&T mantenne internamente un ridotto numero di ricercatori, che costituirono gli AT&T Laboratories.
Nel 1997, cinquant'anni dopo la scoperta del transistor, viene prodotto un transistor da 60 nm (182 atomi di larghezza).
Nel 1998 viene inventato il primo router ottico e viene sviluppata la prima rete che combina dati e voce sul protocollo IP.

### 2000
Nel 2000 vengono sviluppati i primi prototipi di macchina a DNA, l'algoritmo di compressione progressive geometry compression al fine di consentire delle comunicazioni tridimensionali, il primo laser organico alimentato elettricamente, una mappa a larga scala della materia oscura e l'F-15, il primo materiale organico che rende realizzabile un transistor plastico.
Nel 2002 il fisico tedesco Jan Hendrik Schön viene licenziato dopo la scoperta di dati falsi nelle sue ricerche. Decine di lavori si rivelano pieni di dati inventati, tra i quali un lavoro che sembrava aver aperto una nuova strada nello sviluppo dei transistor a scala molecolare.
Nel 2002 viene inventato il primo laser a semiconduttori in grado di emettere luce continuamente nello spettro dell'infrarosso. Nel 2003 viene creato il New Jersey Nanotechnology Laboratory a Murray Hill nel New Jersey.
Nell'aprile 2006 la Lucent Technologies, società proprietaria dei laboratori, si fonde con l'Alcatel. Il 1º dicembre 2006 la nuova società, Alcatel-Lucent, è operativa e ha sede a Parigi. Questo ha generato preoccupazioni negli Stati Uniti, poiché i laboratori sviluppano molte ricerche per la difesa; è stata quindi creata una società separata, a controllo statunitense, per gestire gli appalti della difesa statunitense.

### 2010–presente
Nel 2015 Bell Labs ha dimostrato una tecnologia basata su G.fast per trasmettere fino a 10 Gbps su un normale doppino telefonico in rame entro 50 metri dalla centralina.
Il 15 aprile 2015, Nokia ha acquisito Alcatel-Lucent, la società madre di Bell Labs, in uno scambio di azioni del valore di 16,6 miliardi di dollari. Il loro primo giorno di operazioni combinate è stato il 14 gennaio 2016.